# Арендаренко, Иван Иванович
Иван Иванович Арендаренко (12 октября 1921 — 16 февраля 2013) — советский офицер-артиллерист в годы Великой Отечественной войны, Герой Советского Союза (22.07.1944). Генерал-майор артиллерии (30.10.1978).

## Биография
Иван Арендаренко родился 12 октября 1921 года в селе Шиловка Хорольского уезда Кременчугской губернии (ныне Решетиловского района Полтавской области Украины) в крестьянской семье. Получив среднее образование, работал в колхозе. 21 марта 1941 года он был призван на службу в Рабоче-крестьянскую Красную Армию, до начала Великой Отечественной войны был курсантом полковой школы 678-го лёгкого артиллерийского полка в Краматорске.
С начала Великой Отечественной войны — на фронте. Первый бой, будучи наводчиком запасного орудийного расчёта, принял под городом Богуславом. После того, как Арендаренко сделал несколько выстрелов из орудия, он попал под авианалёт. Отступал совместно с пехотными подразделениями РККА. В районе Прохоровки он нашёл свою часть, после чего был включён в орудийный расчёт «кочующего орудия». За сутки Арендаренко производил несколько выстрелов из орудия с разных позиций с целью введения немецких войск в заблуждение относительно количества и расположения советской артиллерии.
12 января 1942 года в районе хутора Дубовый под Прохоровкой прямой наводкой подбил огнём из орудия три БТР, за что он был награждён медалью «За отвагу».
В 1942 году Арендаренко окончил курсы младших лейтенантов в Воронеже, после чего участвовал в Сталинградской битве в должности командира взвода управления артиллерийской батареи. 19 ноября 1942 года, в начале контрнаступления советских войск, заменив погибшего командира роты, возглавил успешную атаку роты после артиллерийской подготовки. За этот бой он был награждён орденом Красного Знамени.
Участвовал в Курской битве. К июню 1944 года гвардии старший лейтенант Арендаренко командовал батареей 122-го гвардейского артиллерийского полка 51-й гвардейской стрелковой дивизии 6-й гвардейской армии 1-го Прибалтийского фронта. Отличился во время боёв в Витебской области.
22 июня 1944 года во время прорыва линии обороны противника в районе деревни Сиротино Шумилинского района Витебской области. В бою батарея Арендаренко уничтожила 13 пулемётов, зенитное орудие и 2 бронетранспортёра. В ходе форсирования реки Западная Двина 27 июня она первой из своего полка на подручных средствах переправилась на левый берег в районе деревни Балбечье Бешенковичского района Витебской области и поддержала своим огнём пехоту в бою за удержание плацдарма. Вместе с группой разведчиков в рукопашной схватке Арендаренко уничтожил несколько немецких солдат.
Указом Президиума Верховного Совета СССР от 22 июля 1944 года за «мужество и героизм, проявленные в боях» старший лейтенант Иван Арендаренко был удостоен высокого звания Героя Советского Союза с вручением ордена Ленина и медали «Золотая Звезда» за номером 3985.
После окончания войны в 1946 году Арендаренко окончил Высшую офицерскую артиллерийскую школу, в 1956 году — Военную артиллерийскую академию. В мае 1956 года Арендаренко был назначен начальником штаба артиллерийского полка в Киевском военном округе, в городе Новомосковск Днепропетровской области. В 1959—1968 годах был преподавателем Пензенского высшего артиллерийского инженерного училища, в 1968—1978 годах — преподавателем Военной академии имени М. В. Фрунзе. В марте 1978 года полковник Арендаренко был назначен начальником ракетных войск и артиллерии 33-го армейского корпуса Сибирского военного округа. В 1980 году генерал-майор артиллерии И. И. Арендаренко уволен в отставку. 
После увольнения из армии жил в Москве, преподавал в Московском институте инженеров водного транспорта, откуда уволился в августе 1991 года. Участвовал в параде ветеранов в честь 50-летия Победы в сводном полку Карельского фронта..
Умер 16 февраля 2013 года, похоронен на Николо-Архангельском кладбище Москвы.

## Награды
- Герой Советского Союза (22.07.1944)
- Орден Ленина
- Орден Красного Знамени
- Ордена Отечественной войны 1-й и 2-й степеней
- Два ордена Красной Звезды
- Орден «За службу Родине в Вооружённых Силах СССР» 3-й степени
- Медаль «За отвагу»
- Ряд других медалей СССР[1]